# Лещёв, Александр Георгиевич
Алекса́ндр Гео́ргиевич Лещёв (28 октября 1928 — 19 октября 2015, Нижний Новгород) — конструктор атомных подводных лодок, в 1980—1992 главный конструктор ЦКБ Лазурит.

## Биография
Окончил Горьковский институт инженеров водного транспорта (ГИИВТ). Некоторое время работал в Перми.
С 1953 г. — в Горьковском СКБ-112 (с 1974 назывался ЦКБ «Лазурит»). Заместитель главного конструктора, в 1980—1992 главный конструктор ЦКБ.
Заместитель главного конструктора дизельных подводных лодок проекта 633(1957—1961), атомных субмарин с крылатыми ракетами проекта 670 «Скат», главный конструктор модернизированных субмарин проекта 670М «Чайка» (1972—1981).

## Награды и звания
Награждён орденом Октябрьской Революции (1989), двумя орденами Трудового Красного Знамени (1970, 1978).